# Coupe intercontinentale 1989
La Coupe intercontinentale 1989 est la vingt-huitième édition de la Coupe intercontinentale de football. Elle oppose lors d'un seul match le club italien de l'AC Milan, vainqueur de la Coupe des clubs champions européens 1988-1989, au club colombien de l'Atlético Nacional, vainqueur de la Copa Libertadores 1989. Il s'agit de la troisième participation du Milan AC dans cette compétition, alors que l'Atlético Nacional est pour la première fois à l'affiche de cette Coupe intercontinentale.
La confrontation se déroule au Stade national de Tokyo, le 17 décembre 1989 devant 62 000 spectateurs et se conclut sur une victoire des Milanais sur le score de 1-0, qui remportent ainsi leur troisième Coupe intercontinentale. L'Italien Alberigo Evani, auteur du seul but de la rencontre sur coup franc à deux minutes du terme de la prolongation, est élu homme du match. En 2017, le Conseil de la FIFA a reconnu avec document officiel (de jure) tous les champions de la Coupe intercontinentale avec le titre officiel de clubs de football champions du monde, c'est-à-dire avec le titre de champions du monde FIFA, initialement attribué uniquement aux gagnantsles de la Coupe du monde des clubs FIFA.

## Feuille de match
| Coupe intercontinentale 1989 | AC Milan   | 1 - 0ap | Atlético Nacional | Stade national, Tokyo                             |                                                   |
| 17 décembre 1989             | Evani 118e | (0 - 0) |                   | Spectateurs : 62 000 Arbitrage : Erik Fredriksson | Spectateurs : 62 000 Arbitrage : Erik Fredriksson |
| 17 décembre 1989             | (Rapport)  |         |                   | Spectateurs : 62 000 Arbitrage : Erik Fredriksson | Spectateurs : 62 000 Arbitrage : Erik Fredriksson |

| AC Milan | Atlético Nacional |

| AC Milan :     |  |                       |        |     |
|                |  |                       |        |     |
| Gardien de but |  | Giovanni Galli        |        |     |
|                |  | Mauro Tassotti        |        |     |
|                |  | Franco Baresi         |        |     |
|                |  | Alessandro Costacurta |        |     |
|                |  | Paolo Maldini         | Averti |     |
|                |  | Frank Rijkaard        |        |     |
|                |  | Carlo Ancelotti       |        |     |
|                |  | Roberto Donadoni      |        |     |
|                |  | Diego Fuser           |        | 65e |
|                |  | Marco van Basten      |        |     |
|                |  | Daniele Massaro       |        | 69e |
| Remplaçants :  |  |                       |        |     |
|                |  | Alberigo Evani        |        | 65e |
|                |  | Marco Simone          |        | 69e |
| Entraîneur :   |  |                       |        |     |
| Arrigo Sacchi  |  |                       |        |     |

| Atlético Nacional : |  |                       |        |     |
|                     |  |                       |        |     |
| Gardien de but      |  | René Higuita          |        |     |
|                     |  | Gabriel Jaime Gómez   |        |     |
|                     |  | Andrés Escobar        |        |     |
|                     |  | Luis Fernando Herrera |        |     |
|                     |  | Francisco Cassiani    |        |     |
|                     |  | Leonel Álvarez        |        |     |
|                     |  | Alexis García         | Averti |     |
|                     |  | Jaime Arango (en)     |        | 46e |
|                     |  | José Ricardo Pérez    | Averti |     |
|                     |  | John Jairo Tréllez    |        |     |
|                     |  | Níver Arboleda        |        | 46e |
| Remplaçants :       |  |                       |        |     |
|                     |  | Gustavo Restrepo      |        | 46e |
|                     |  | Albeiro Usuriaga      |        | 46e |
| Entraîneur :        |  |                       |        |     |
| Francisco Maturana  |  |                       |        |     |